# 阿尔巴诺韦切莱塞
阿尔巴诺韦切莱塞（意大利语：Albano Vercellese），是意大利皮埃蒙特大区韦尔切利省的一个市镇。人口342(2010年12月31日)。